# Pangandaran
Pangandaran é uma pequena cidade e subdistrito (kecamatan) no sul da regência de Ciamis, na província de Java Ocidental, Indonésia. É um destino turístico popular pois tem uma das melhores praias de Java, excelente para a prática de surf.
O pequeno parque nacional de Penanjung Pangandaran fica perto da cidade e está situado sobre uma península ligada à ilha por uma estreita língua de terra. Cerca de 80% do parque está coberto por selva e entre a flora inclui-se a famosa flor Rafflesia.
Um tsunami atingiu a área em 17 de julho de 2006, na sequência do sismo submarino de 7,7 na escala de Richter que produziu ondas de 3 metros de altura, causando centenas de mortos e desaparecidos além de importantes estragos materiais.
Pangandaran tem um aeródromo, Nusawiru, base da empresa Susi Air. A Susi Air liga duas vezes por semana o aeroporto de Jacarta Halim Perdanakusuma a Pangandaran com escala em Bandung.

A localidade tem um festival de papagaios (pipas) desde 1985.

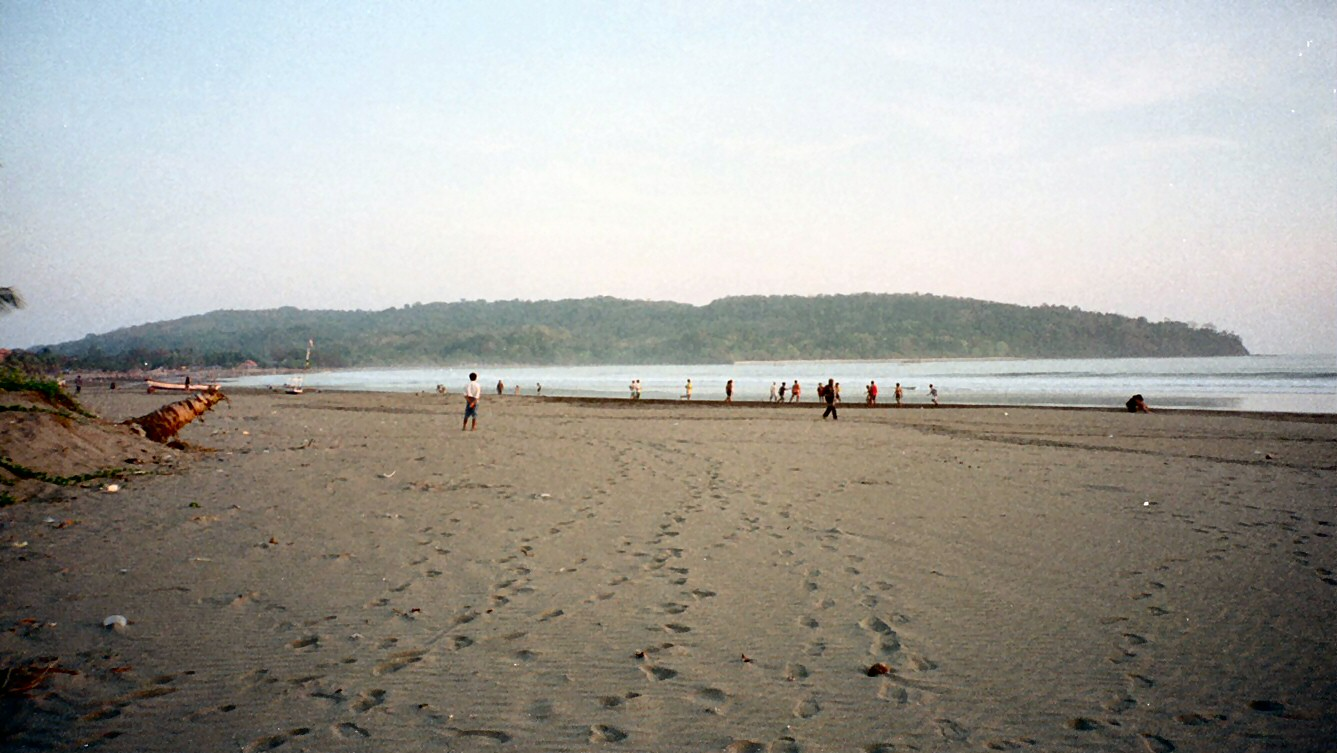
Praia de Pangandaran.